# Eyak (taal)

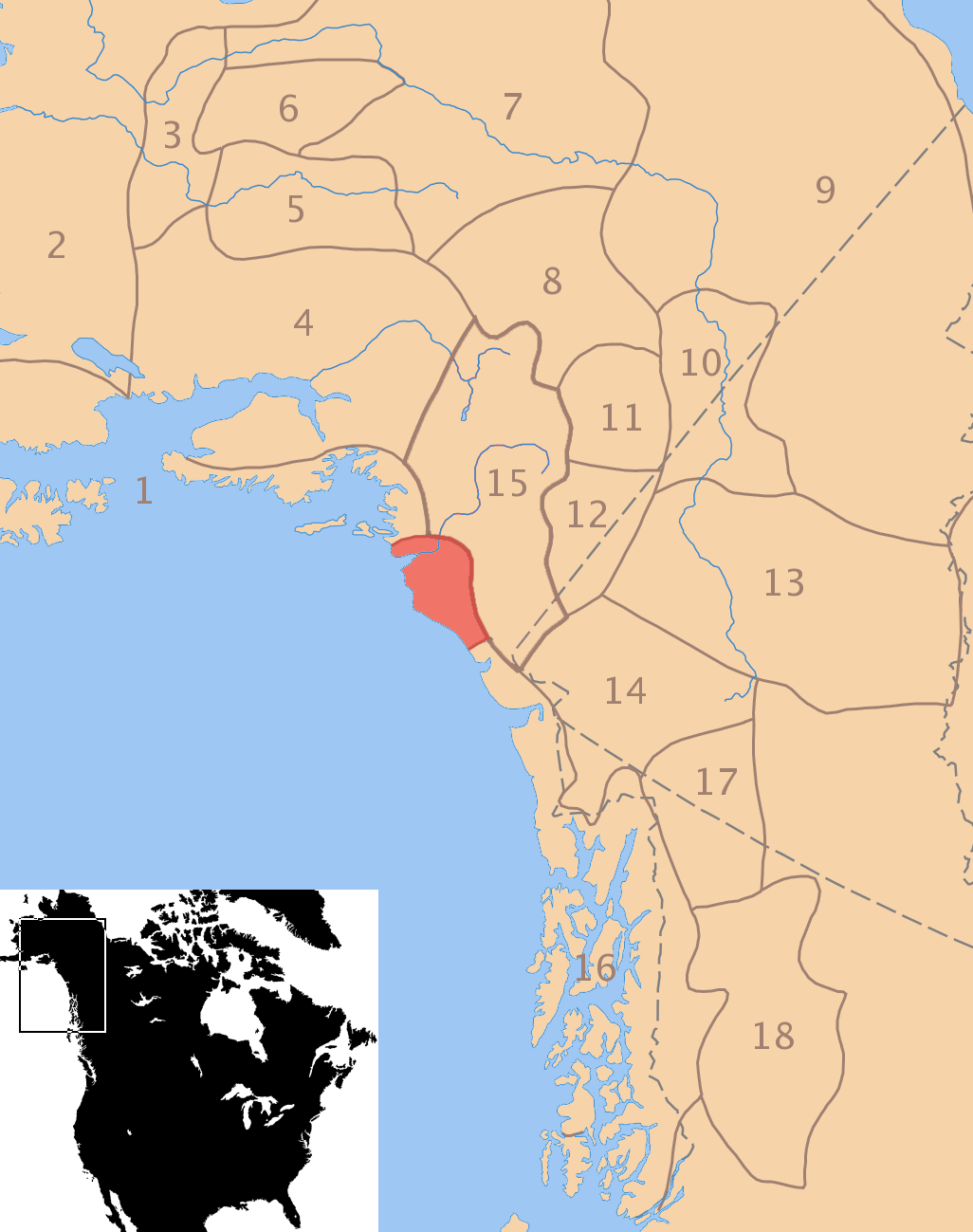
Verspreiding van Eyak vóór contact met Europeanen.

Eyak (Eyak: I.ya.q) is een indiaanse dode taal die werd gesproken door de Eyak in Alaska. De taal had tot voor kort nog slechts één moedertaalspreekster: Marie Smith uit Cordova. Ze stierf op 21 januari 2008 en met haar overlijden is de taal eveneens uitgestorven.
Het Eyak maakt deel uit van de Athabaskisch-Eyaktalen, zelf een subfamilie van de Na-Denétalen. Het uitsterven van het Eyak is te wijten aan zowel het tegenwerken van indiaanse talen door de Amerikaanse overheid in het verleden als de migratie van de Tlingit naar gebieden die traditioneel bewoond werden door de Eyak. Veel Eyak zijn in de 19e en 20e eeuw overgestapt van hun moedertaal naar het Engels of het overigens verwante Tlingit. Eyak geldt als een van de best bekende zwaarbedreigde talen en mevrouw Smith gold als een symbool in de strijd tegen het uitsterven van talen. De linguïst Michael Krauss heeft het Eyak geleerd, en Smith en Krauss probeerden de taal aan anderen te onderwijzen om haar voor uitsterven te behoeden.
Overigens gaf het Eyak aanleiding tot een interessante taalfilosofische discussie: wanneer is een taal uitgestorven? Het is immers een te verdedigen standpunt dat iemand die de enig overgebleven spreker van een taal is geen gespreksparter meer heeft voor zijn of haar taal, en aangezien de functie van taal communicatie is, de taal in kwestie haar functie heeft verloren en dus als uitgestorven kan gelden. Nu Marie Smith gestorven is bestaat hierover echter geen twijfel meer.
In juni 2010 kwam in het nieuws dat Guillaume Leduey, een Franse student, zich deze taal had aangeleerd door middel van materiaal van het Alaska Native Language Center. Tijdens het leren is hij nooit naar Alaska gereisd of heeft hij nooit met Marie Smith Jones gesproken. Diezelfde maand dat het nieuws verscheen reisde hij naar Alaska en ontmoette Krauss die hem hielp bij de uitspraak en het verder aanleren van de grammatica en morfologie. In juni 2011 keerde Guillaume terug naar Alaska om te helpen bij Eyak-taalworkshops in Anchorage en Cordova. Hij wordt nu gezien als een gevorderde spreker, vertaler en leraar van de taal. Desondanks blijft Eyak geclassificeerd als een uitgestorven taal omdat hij geen moedertaalspreker is.